# Young Elephants FC
El Young Elephants FC es un equipo de fútbol de Laos que juega en la Liga Premier de Laos, la primera categoría nacional.

## Historia
Fue fundado en el año 2015 en la capital Vientiane como uno de los equipos de expansión de la Liga Premier de Laos donde finalizaron en el lugar 11 entre 12 equipos.
En 2020 consiguió su primer logro importante al ganar la Copa de Laos luego de ganar en la final al Muang Hat United por 2-1. Al año siguiente la temporada fue cancelada con solo tres jornadas mientras iba en la primera posición de la tabla.
Participó a nivel internacional por primera vez en la Copa AFC 2022 donde es eliminado en la primera ronda.

## Palmarés
- Liga Premier de Laos: 2

2022, 2023
- Copa de Laos: 2

2020, 2022

## Participación en competiciones de la AFC
| Temporada | Torneo  | Ronda        | Club             | Casa | Visita | Global   |
| --------- | ------- | ------------ | ---------------- | ---- | ------ | -------- |
| 2022      | AFC Cup | Grupo I      | Viettel          | 1–5  | 1–5    | 4° Lugar |
| 2022      | AFC Cup | Grupo I      | Hougang United   | 1–3  | 1–3    |          |
| 2022      | AFC Cup | Grupo I      | Phnom Penh Crown | 2–4  | 2–4    |          |
| 2023/24   | AFC Cup | Preliminar 2 | Phnom Penh Crown | 0-3  | 0-3    | 0-3      |